# Franz Amrehn
Franz Klemens Amrehn (né le 23 novembre 1912 à Berlin, mort le 4 octobre 1981 à Berlin-Ouest) est un homme politique allemand (CDU). Il est membre de 1950 à 1969 de la Chambre des députés de Berlin puis de 1969 à sa mort du Bundestag.

## Biographie
Il obtient son abitur à Berlin en 1932 puis est employé de la Dresdner Bank jusqu'à la Seconde Guerre mondiale où il devient soldat. En 1945, il est gravement blessé au combat. Ensuite il étudie le droit et dirige une entreprise de construction à Berlin. En 1952, il devient avocat puis en 1964 notaire. De 1949 à 1967, Amrehn est vice-président de l'Association des paroisses catholiques de la région de Berlin. En 1937, il épouse Else Trettin.

### Activité politique
En 1945, Franz Amrehn s'inscrit à la CDU et devient conseiller municipal du quartier de Steglitz. En 1947, il participe à la fondation du Ring Christlich-Demokratischer Studenten. En 1950, il est élu à la Chambre des députés de Berlin. Dans les années 1960, il préside le parti de droite à Berlin-Ouest et intègre son bureau national.
Après la défaite de Walther Schreiber aux élections de 1954, le nouveau conseil municipal élit comme bourgmestre-gouverneur de Berlin Otto Suhr avec 64 voix de la SPD contre 63 de la grande coalition de la CDU et du FDP. Le Sénat de Berlin choisit Amrehn comme président. Après la mort d'Otto Suhr en 1957, l'intérim de maire de Berlin est confié à Franz Amrehn.
Aux élections de 1958, Amrehn devient le candidat de son parti et s'oppose à Willy Brandt. Le SPD obtient la majorité absolue tandis que Brandt refuse de céder à l'ultimatum de Khrouchtchev qui lance la crise de Berlin. Cependant, Amrehn reste au Sénat de Berlin.
Aux élections de 1963, Amrehn est de nouveau le candidat de la CDU contre Willy Brandt. La coalition est dissoute, car la CDU refuse toute rencontre avec Khrouchtchev. Le SPD l'emporte devant la CDU avec 61,9% des voix. La CDU entre dans l'opposition, Amrehn devient son chef.
Aux élections de 1967, Amrehn est candidat de la CDU pour la troisième fois, cette fois contre le nouveau maire Heinrich Albertz, candidat du SPD. Bien que la CDU regagne des vois par rapport à la précédente élection, le SPD l'emporte largement. Amrehn se retire de la vie politique à Berlin.
Le 20 octobre 1969, il se fait élire députe CDU de Berlin-Ouest au Bundestag. Il devient membre ordinaire du Comité des affaires étrangères et de l'Union de l'Europe occidentale où il dirige la délégation allemande de 1972 à 1976, en collaboration avec les conservateurs britanniques.
En 1961, il reçoit la Croix de grand commandeur de l'Ordre du Mérite de la République fédérale d'Allemagne.

## Source, notes et références
- (de) Cet article est partiellement ou en totalité issu de l’article de Wikipédia en allemand intitulé « Franz Amrehn » (voir la liste des auteurs).

- Rudolf Vierhaus und Ludolf Herbst (Hrsg.): Biographisches Handbuch der Mitglieder des Deutschen Bundestages 1949–2002. Band 1, A–M. München 2002,  (ISBN 3-598-23781-2), S.14f.